# Rebutia
Rebutia és un gènere que pertany a la família de les cactàcies, conté 41 espècies natives de Bolívia, el Perú i l'Argentina.
El 1895, Karl Moritz Schumann va nomenar el gènere en honor de Pierre Rebut (* 1827 - 1898), un cultivador francès de cactus. Són generalment petits, colorits, de forma globular, que amb freqüència produeix flors que són relativament grans en comparació del cos, no es distingeixen les costelles, però té petits tubercles. Són considerats fàcils de produir, ja que produeix nombroses llavors que germinen lliurement al voltant de la planta mare.

## Taxonomia

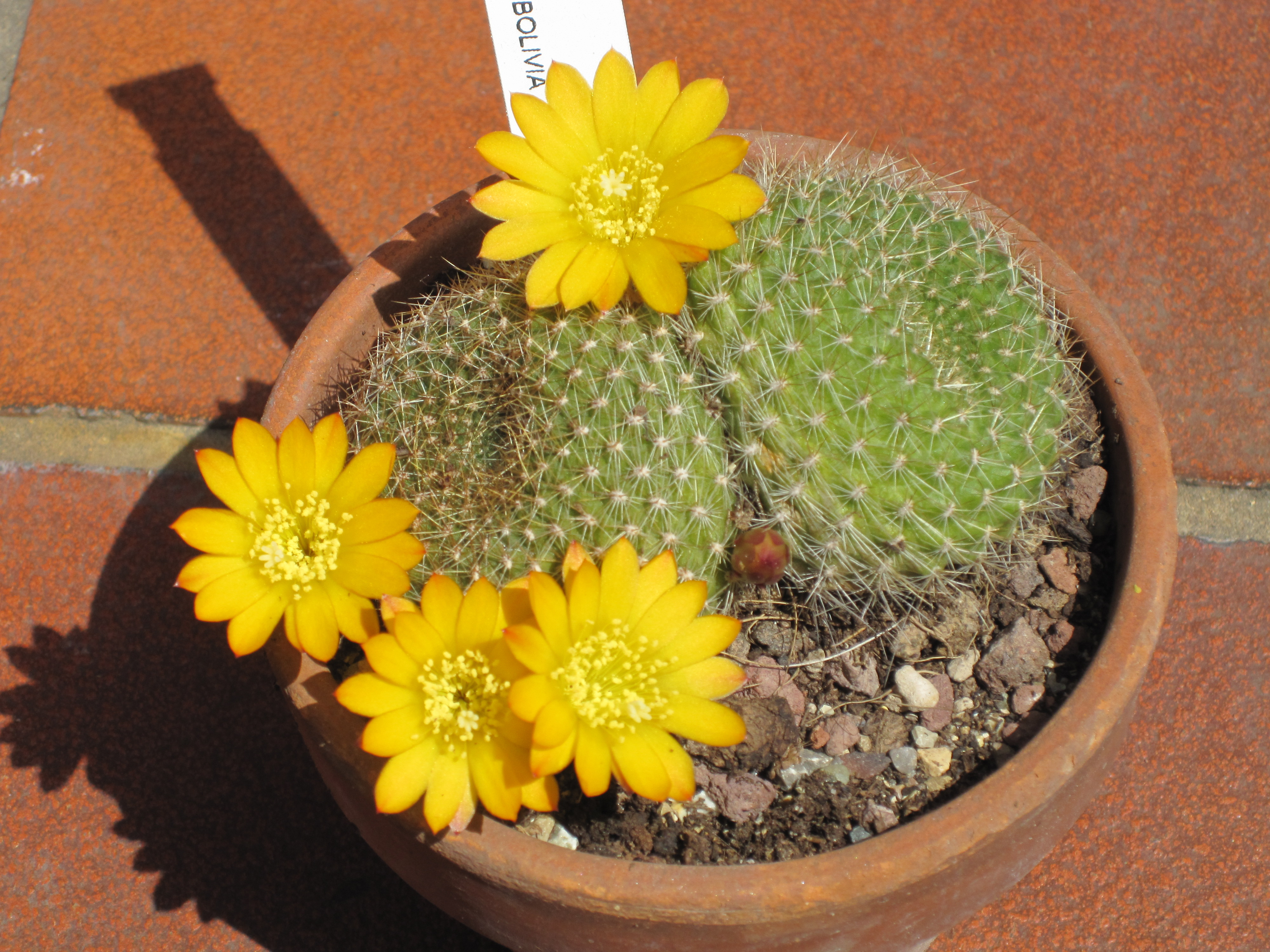
Rebutia marsoneri

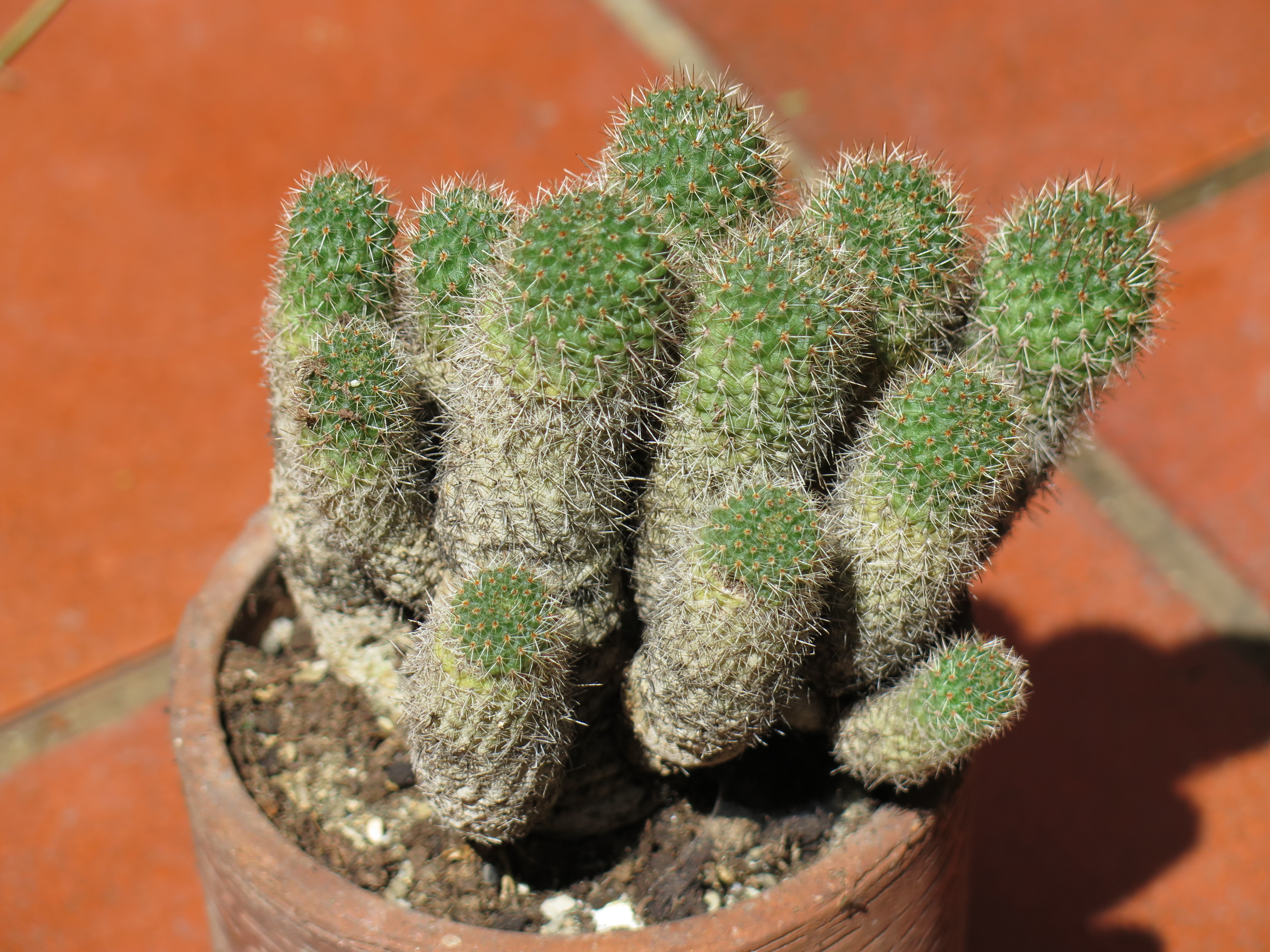
Rebutia heliosa var. cajasensis

| - Rebutia albiareolata - Rebutia albiflora - Rebutia albipilosa - Rebutia albopectinata - Rebutia arenacea - Rebutia aureiflora' - Rebutia brunescens - Rebutia buiningiana - Rebutia caineana - Rebutia canigueralii - Rebutia chrysacantha - Rebutia acoloreix - Rebutia cylindrica - Rebutia diersiana | - Rebutia fabrisii - Rebutia fiebrigii - Rebutia flavistylus - Rebutia friedrichiana - Rebutia heliosa - Rebutia iscayachensis - Rebutia ithyacantha - Rebutia kariusiana - Rebutia krainziana - Rebutia kupperiana - Rebutia marsoneri - Rebutia mentosa - Rebutia minuscula - Rebutia mudanensis | - Rebutia muscula - Rebutia narvaecensis - Rebutia neocumingii - Rebutia pauciareolata - Rebutia pseudodeminuta - Rebutia pygmaea - Rebutia spegazziniana - Rebutia spinosissima - Rebutia steinbachii - Rebutia steinmannii - Rebutia tarvitaensis - Rebutia torquata - Rebutia vulpina - Rebutia wessneriana |

## Sinonímia
| - Aylostera Speg. - Bridgesia Backeb. - Cylindrorebutia Fric & Kreuz. - Digitorebutia Fric & Kreuz. - Echinorebutia Fric (nom. inval.) - Eurebutia Fric (nom. inval.) - Gymnantha Itô - Mediolobivia Backeb. | - Mediorebutia Fric (nom. inval.) - Neogymnantha Itô - Reicheocactus Backeb. - Setirebutia Fric & Kreuz. (nom. inval.) - Spegazzinia Backeb. - Sulcorebutia Backeb. - Weingartia Werderm. |